# Люблен
Люблен (болг. Люблен) — село в Болгарии. Находится в Тырговиштской области, входит в общину Опака. Население составляет 456 человек (2022).

## Политическая ситуация
В местном кметстве Люблен, в состав которого входит Люблен, должность кмета (старосты) исполняет Мехмед Алиев Юсеинов (Движение за права и свободы (ДПС)) по результатам выборов правления кметства.
Кмет (мэр) общины Опака — Лютфи Реянов Рюстемов Движение за права и свободы (ДПС)) по результатам выборов в правление общины.